# La Panda (còmic)
La Panda és una sèrie de còmic d'humor creat amb el dibuix de Robert Segura (1927), i el guió d'Andreu Martín (1949) es va publicar per primer cop a la revista Gran Pulgarcito el 1969. Les pàgines d'aquest còmic explicant les aventures en clau d'humor d'un grup d'adolescents.

## Argument
La Panda, està formada per un grup d'adolescents, Poly i Jhonny, són dos nois de cabell ros i destaquen per la seva iniciativa, l'anomenat Musculos és un noi quadrat, moreno que se sol exhibir davant les noies. Anton, també anomenat Pepín a les primeres historietes, és un noi ingenu i de tipus grassonet. De les dues noies del grup una es diu Lupita, és una noia rossa i molt atractiva, l'altre, d'origen anglès i amb un elevat coeficient intel·lectual és la Margaret o Dolly, segons la historieta.
En aquest grup que la seva finalitat és bàsica-ment passar-s'ho bé, hi ha representada la classe mitjana-baixa i la classe burgesa. A les seves històries, també intervenen personatges com el professor Cano i el detectiu Manguis, o també més pertorbadors com El Mago i Diavolo.

## Autors
Robert Segura, és el dibuixant, i en la major part de les pàgines el guionista de la sèrie. Robert Segura Monje (Badalona, Barcelonès, 14 de febrer de 1927 - Premià de Mar, Maresme, 4 de desembre de 2008) va ser un guionista i dibuixant de còmics català, conegut pels seus personatges còmics per a les revistes de l'editorial Bruguera.
Andreu Martin, aquest escriptor i guionista català. Va ser guionista el 1970 de les pàgines publicades a Súper Pulgarcito, Andreu Martin, li va donar un toc de suspens i d'aventura juvenil a la sèrie.

## Dades de Publicació
Publicacions on s'ha publicat La Panda
| Publicació                                 | Any de Publicació | Editorial                           | Format  | Enquadernació | Mides          | Números | Pagines            | Notes                                             |
| ------------------------------------------ | ----------------- | ----------------------------------- | ------- | ------------- | -------------- | ------- | ------------------ | ------------------------------------------------- |
| Tio Vivo                                   | 1961-1981         | Editorial Bruguera, S. A.           | Quadern | Grapa         | 26,5 x 18,5 cm | 1043    | varis              | EPOCA 2 Es comença a publicar al número 0         |
| Mortadelo                                  | 1981-1983         | Editorial Bruguera, S. A.           | Quadern | Grapa         | 26 x 18 cm     | 646     | 32                 | Es comença a publicar al número 0                 |
| Super Pulgarcito                           | 1970              | Editorial Bruguera, S. A.           | Quadern | Grapa         | 27 x 19 cm     | 152 ?   | 68                 |                                                   |
| Magos del Humor                            | 1971              | Editorial Bruguera, S. A.           | Llibre  | Cartoné       | 27 x 19 cm.    | 21      | 400 + Cobertes     | Recopilació                                       |
| Super Tio Vivo                             | 1972-1983         | Editorial Bruguera, S. A.           | Quadern | Grapa         | 27 x 19 cm.    | 135?    |                    |                                                   |
| Super Mortadelo                            | 1972-1986         | Editorial Bruguera, S. A.           | Quadern | Grapa         | 26 x 18 cm     | 277     | 48                 | 1 a 169 (Super Mortadelo) y 170 A 277 (Mortadelo) |
| Super Zipi Zape                            | 1973-1983         | Editorial Bruguera, S. A.           | Quadern | Grapa         | 26 x 18 cm     | 153     | 68 / 52            |                                                   |
| Mortadelo Super Terror/ Mortadelo Especial | 1975-1986         | Editorial Bruguera, S. A.           | Quadern | Grapa         | 26 x 19 cm     | 211     | 100 / 76           |                                                   |
| Súper Humor                                | 1975              | Editorial Bruguera, S. A.           | Llibre  | Cartoné       | 27 x 19 cm     | 52      | 360/320 + cobertes |                                                   |
| Super Carpanta                             | 1977              | Editorial Bruguera, S. A.           | Quadern | Grapa         | 26 x 18 cm     | 57?     | 60                 |                                                   |
| Super Rompetechos                          | 1978-1985         | Editorial Bruguera, S. A.           | Quadern | Grapa         | 27 x 19 cm     | 45      | 60 i 52            |                                                   |
| Bruguelandia                               | 1981-1983         | Editorial Bruguera, S. A.           | Quadern | Grapa         | 26 x 18 cm     | 29      | 76                 |                                                   |
| Clasicos del Humor                         | 1981-1983         | R.B.A.Promotora de Ediciones, S. A. | Llibre  | cartoné       | 28 x 20 cm     | 40      | 200 + cobertes     | Als numeros; 33                                   |